# Humbert Jaillet de Saint-Cergues
Marie-Humbert Jaillet de Saint-Cergues, italianizzato in Umberto Jaillet (Lancy, 25 maggio 1803 – Veigy-Foncenex, 8 luglio 1880), è stato un politico francese.

## Biografia
Fu Deputato del Regno di Sardegna in due legislature, eletto nei collegi di La Motte Servolex e di Albertville.